# Julia Ramos
Julia Damiana Ramos Sánchez (sinh 12 tháng 4 năm 1963) là một y tá và chính trị gia người Bolivia. Bà là phó điều hành Quốc hội từ năm 2006 đến 2009, và Bộ trưởng Bộ Đất đai và Phát triển nông thôn từ năm 2009 đến 2010, trong chính phủ đầu tiên của Evo Morales.

## Tiểu sử
Julia Ramos được sinh ra tại thành phố Tarija vào ngày 12 tháng 4 năm 1963. Việc học tiểu học và trung học của bà đã diễn ra ở quê nhà. Bà tiếp tục với sự giáo dục của mình, học điều dưỡng tại Đại học Juan Misael Saracho (UJMS), nơi bà trở thành thành viên của ủy ban điều hành của Quỹ Đại học Địa phương (Federación Universitaria Local; FUL).

## Sự nghiệp chính trị
Julia Ramos bắt đầu sự nghiệp chính trị của mình trong các vị trí cộng đồng nhỏ. Từ năm 1985 đến 1989, bắt đầu khi bà 22 tuổi, Ramos giữ các vị trí thư ký giáo dục và sau đó là thư ký y tế của Liên đoàn Công nhân Nông dân Tarija (Federación Sindical Única de Trabajadores Campesinos de Tarija; FSUTCT). Từ năm 1996 đến 1999, bà gia nhập Liên đoàn Bartolina Sisa của thành phố La Paz, đạt đến một vị trí mà sự lãnh đạo của cô có thể nổi lên ở cấp quốc gia.
Sau khi trở về Tarija, Ramos đã thành lập bộ phận đầu tiên của Liên đoàn Bartolina Sisa tại thành phố đó, và trở thành lãnh đạo chính của nó. Bà được bầu lại hai lần, vào năm 2000 và 2007. Ramos tham gia Phong trào xã hội chủ nghĩa xã hội (Movimiento al Socialismo; MAS), một đảng mà bà là ứng cử viên cho chức phó trong cuộc tổng tuyển cử năm 2002, nhưng không được bầu.
Ba năm sau, trong cuộc tổng tuyển cử năm 2005 sau đó, Ramos một lần nữa trở thành ứng cử viên cho chức vụ phó cho MAS. Lần này bà đã thắng cử, nhậm chức vào ngày 24 tháng 1 năm 2006. Trong khi bà ở vị trí phó Ban điều hành quốc hội, Ramos đã chủ trì các cuộc họp kín của người Nam Mỹ bản địa (một sáng kiến của Liên Hợp Quốc).
Vào ngày 2 tháng 2 năm 2009, Tổng thống Evo Morales đã bổ nhiệm bà làm Bộ trưởng Bộ Đất đai và Phát triển Nông thôn. Vào ngày 24 tháng 1 năm 2010, Julia Ramos được thay thế ở vị trí bộ trưởng bởi Nemeia Achacollo, một lãnh đạo công đoàn Chapare.
Năm năm sau khi rời Bộ, năm 2015, Julia Ramos đã được các tòa án liên kết với vụ án tham nhũng của Quỹ Phát triển bản địa (Fondo de Desarrollo Indígena; FONDIOC).